# النجيد (العدين)

تعديل مصدري - تعديل

النجيد هي إحدى قرى عزلة قداس بمديرية العدين التابعة لمحافظة إب، بلغ تعداد سكانها 569 نسمة حسب تعداد اليمن لعام 2004.